# Кэмпбелтаун
Кэ́мпбелтаун (англ. Campbeltown, гэльск. Ceann Loch Chille Chiarain, скотс Cammeltoun) — город в округе Аргайл-энд-Бьют, на западе Шотландии. Расположен в южной части полуострова Кинтайр, на берегу залива Кэмпбелтаун-Лох.
Город возведён на месте древнего кельтского поселения. Старое гэльское название города — Кинлохкилкерран (гэльск. Kinlochkilkerran).
Переименован в XVII веке после того, как Арчибальд Кэмпбелл (граф Аргайл) из рода Кэмпбеллов получил это место в 1667 году.
В 5,6 км к западу от Кэмпбелтауна расположен одноимённый аэропорт.
Кэмпбелтаун и его окрестности являются отдельным регионом производства виски.